# Daniel Lundgren
Daniel Lundgren, född 4 juli 1985, är en svensk friidrottare (långdistans- och hinderlöpare) tävlande för Turebergs FK. År 2014 och 2015 vann han SM-guld på 3 000 meter hinder. 
Vid U23-EM i Debrecen, Ungern år 2007 blev Lundgren utslagen i försöken på 3 000 meter hinder.
Lundgren deltog på 3 000 meter hinder vid EM i Zürich år 2014 men blev utslagen i försöken.

## Personliga rekord
| Utomhus - 800 meter – 1:54,51 (Västerås, Sverige 27 juli 2007) - 1 500 meter – 3:43,60 (Oslo, Norge 29 augusti 2015) - 3 000 meter – 7:58,58 (Göteborg, Sverige 5 september 2015) - 5 000 meter – 13:51,68 (Heusden-Zolder, Belgien 18 juli 2015) - 10 000 meter – 29:52,01 (Eskilstuna, Sverige 24 augusti 2018) - 2000 meter hinder – 5:46,52 (Uddevalla, Sverige 24 augusti 2007) - 2000 meter hinder – 5:55,54 (Huddinge, Sverige 4 augusti 2006) - 3000 meter hinder – 8:33,51 (Oordegem, Belgien 23 maj 2015) - 10 km landsväg – 30:30 (Stockholm, Sverige 9 maj 2015) - Halvmaraton – 1:04:56 (San Sebastián, Spanien 25 november 2018) - Halvmaraton – 1:11:31 (Stockholm, Sverige 11 september 2010) | Inomhus - 1 500 meter – 3:48,56 (Sollentuna, Sverige 29 januari 2017) - 1 500 meter – 3:48,69 (Uppsala, Sverige 11 februari 2018) - 2 000 meter – 5:29,76 (Huddinge, Sverige 26 januari 2018) - 3 000 meter – 8:05,88 (Sätra, Sverige 4 februari 2017) |